# Mausoleos Begazy Dandybai
Los Mausoleos Begazy Dandybai están ubicados en valles montañosos del centro de Kazajistán.
La colección de 18 mausoleos , que datan desde los siglos 12 hasta el siglo octavo antes de Cristo, incorpora un estilo arquitectónico y constructivo único. El común denominador entre todos los ejemplos es una sala central rodeada de dos o tres paredes perimetrales de piedra apilada o grandes losas de piedra verticales. La habitaciones tienen casas sarcófagos y altares centrales, que contrastan con los entierros cercanos fuera de la mausoleos en espacios abiertos. Este hecho apunta a una estratificación social integrada y la jerarquía dentro de la sociedad Begazy - Dandybai, y significa que en los mausoleos están enterrados gente de la realeza, nobles, o sacerdotes.
Este sitio esta en la Lista Tentativa del Patrimonio Mundial de la UNESCO desde el 24 de septiembre de 1998, en la categoría de Cultura.